# 米崎村
米崎村（よねさきむら）は、1954年（昭和29年）まで岩手県気仙郡に存在していた村である。現在の陸前高田市米崎町にあたる。

## 沿革
- 1875年（明治8年）10月17日 - 水沢県による村落統合により、勝木田村と浜田村が合併して米崎村となる。
- 1889年（明治22年）4月1日 - 町村制施行に伴い、米崎村単独で村制施行。
- 1955年（昭和30年）1月1日 - 高田町・気仙町・広田町・小友村・竹駒村・矢作村・横田村と合併し、陸前高田市となる。

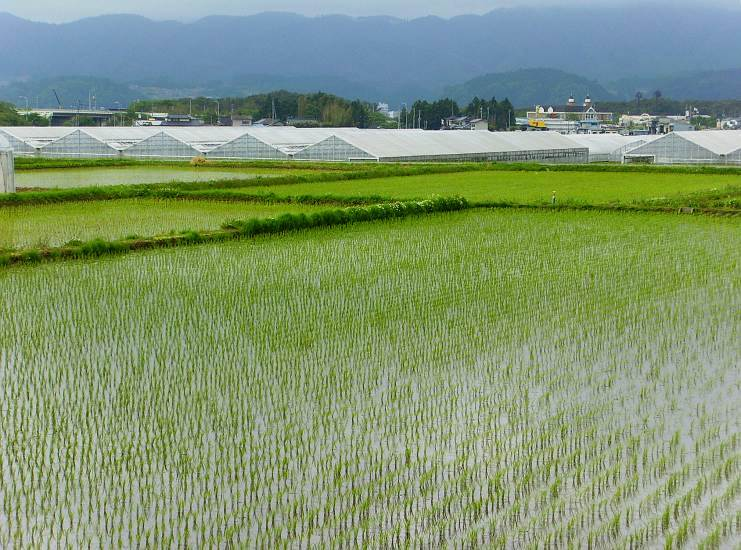
米崎地区

## 行政

### 歴代村長
| 代 | 氏名       | 就任                      | 退任                       | 備考   |
| -- | ---------- | ------------------------- | -------------------------- | ------ |
| 1  | 金直三郎   | 1889年（明治22年）5月16日 | 1897年（明治30年）5月15日  |        |
| 2  | 熊谷佐吉   | 1897年（明治30年）5月16日 | 1898年（明治31年）4月30日  |        |
| 3  | 金直三郎   | 1898年（明治31年）5月14日 | 1901年（明治34年）2月1日   | 再任   |
| 4  | 千葉義三太 | 1901年（明治34年）2月15日 | 1901年（明治34年）5月27日  |        |
| 5  | 金野治三郎 | 1901年（明治34年）5月28日 | 1902年（明治35年）9月1日   |        |
| 6  | 金野源五郎 | 1902年（明治35年）9月21日 | 1907年（明治40年）12月16日 |        |
| 7  | 千葉義三太 | 1908年（明治41年）3月9日  | 1912年（明治45年）3月8日   | 再任   |
| 8  | 金藤五郎   | 1912年（大正元年）8月11日 | 1913年（大正2年）3月31日   |        |
| 9  | 熊谷千代吉 | 1913年（大正2年）8月9日   | 1917年（大正6年）7月8日    |        |
| 10 | 千葉義三太 | 1917年（大正6年）12月11日 | 1920年（大正9年）4月23日   | 再々任 |
| 11 | 菅原斎三郎 | 1921年（大正10年）4月11日 | 1933年（昭和8年）4月10日   |        |
| 12 | 吉田精一   | 1933年（昭和8年）4月11日  | 1933年（昭和8年）12月10日  |        |
| 13 | 吉田栄治   | 1934年（昭和9年）1月27日  | 1936年（昭和11年）1月15日  |        |
| 14 | 菅原斎三郎 | 1936年（昭和11年）1月16日 | 1940年（昭和15年）1月15日  | 再任   |
| 15 | 鈴木大三郎 | 1940年（昭和15年）1月20日 | 1947年（昭和22年）4月5日   |        |
| 16 | 及川良治   | 1947年（昭和22年）4月7日  | 1954年（昭和29年）12月31日 |        |

## 交通
- 日本国有鉄道（国鉄）
  - 大船渡線：脇ノ沢駅

## 名所旧跡
- 普門寺